# Stanton, Nebraska
Stanton är administrativ huvudort i Stanton County i Nebraska. Orten har fått sitt namn efter politikern Edwin M. Stanton. Enligt 2020 års folkräkning hade Stanton 1 520 invånare.